# Franckh-Koseritz’sche Verschwörung
Die Franckh-Koseritz’sche Verschwörung, eine Militär- und Zivilverschwörung, war der Versuch, einer republikanischen Revolution vorzuarbeiten. Die Verschwörung steht in Verbindung mit dem Frankfurter Wachensturm. Die Hauptverschwörer waren Ernst Ludwig Koseritz (1805–1838) und Friedrich Gottlob Franckh (1802–1845).

## Vorgeschichte
Der militärische Kopf der Verschwörung war der Oberleutnant des 6. Regiments Ernst Ludwig Koseritz. Er war als Leutnant ab 1825 Aufseher in der Festung Hohenasperg – einem Gefängnis für rechtskräftig verurteilte Straftäter und „politische Gefangene“. Hier hatte er Kontakt zu oppositionellen Studenten des Jünglingsbundes. Die Eindrücke der französischen Julirevolution 1830 und die „Polen-Begeisterung“ seiner Landsleute für die Freiheitskämpfer des polnischen Novemberaufstandes 1830/31 führten ihn in das oppositionelle Lager. Ab 1831 sammelte Koseritz zusammen mit dem Feldwebel Johann Samuel Lehr in den unteren Dienstgraden des Regiments Anhänger für den vorgeblichen Zweck, der „Volkssache“ zu dienen. Unter Mitoffizieren zog er die Oberleutnants Raht und Venninger sowie die Leutnants Becher, von Müldenstein und Reitter in sein Vertrauen. Des Weiteren suchte er Kontakt zu den polenfreundlichen Ludwigsburger Bürgern, darunter auch zum Gürtler Dorn. Treffpunkt der Oppositionellen war die Weinschenke „Räuberhöhle“. Im April des Jahres 1832 kamen politische Emissäre (Abgesandte) aus Frankreich nach Ludwigsburg und einer derselben, Major Rosecky, hatte als alter Soldat Einfluss auf die Stimmung der Gleichgesinnten.
Der „kategorische und unbeugsamste Ideenlieferant“ (Gad Arnsberg) war hingegen der Buchhändler Friedrich Gottlob Franckh, der sich 1831 in Paris aufhielt. Dort hatte er Kontakt zum republikanischen Klub „Les amis du peuple“ und lernte den Gesinnungsgenossen Georg David Hardegg kennen. Die „Deutsche Sektion“ des „Les amis du peuple“ wurde von ihnen zusammen mit anderen deutschen Republikanern gegründet. Hardegg kehrte aus Paris im Dezember 1831 nach Württemberg zurück, Franckh im März des Jahres 1832. Sowohl Hardegg als auch Franckh suchten danach ihre Vorstellung der Einheit Deutschlands umzusetzen. Hierfür reiste Franckh im Mai 1832 zum Hambacher Fest, auf dem sich aus allen Teilen des Deutschen Bundes liberale bürgerliche Oppositionelle trafen und die nationale Einheit, Freiheit und Volkssouveränität forderten – einige der Teilnehmer sogar die offene Revolution. Im Nachgang des Hambacher Festes wurden von der Bundesregierung in der Freien Stadt Frankfurt Beschlüsse erlassen, die Repression gegen die Oppositionellen vorsahen. Am 5. Juli 1832 beschloss die Bundesversammlung zehn Artikel „zur Aufrechterhaltung der gesetzlichen Ruhe und Ordnung im Deutschen Bund“, die die sechs Artikel zuvor vom 28. Juni 1832 ergänzten. Diese Beschlüsse erzeugten in der oppositionellen Bewegung den Eindruck, dass eine Reform auf gesetzlichem Wege aussichtslos erschien und daher eine Revolution als Notwendigkeit unausweichlich wäre.
Kurz nach dem Fest erreichten die Emissäre Obermüller und von Rauschenplatt des Deutschen Preß- und Vaterlandsvereins Koseritz. Diese waren Abgesandte des Vereins, der auch das Hambacher Fest im Vorfeld mitorganisiert hatte. Aufgrund der Beschlüsse musste der Verein in Frankfurt am Main neu konstituiert werden, da sein bisheriger Hambacher Vorstand wegen Verfolgung in Haft kam beziehungsweise außer Landes floh.

## Vorbereitung
Koseritz erhielt Kontakt zu Franckh über den gemeinsamen Jugendfreund Rudolf Lohbauer, der Redner auf dem Hambacher Fest gewesen war. Gestützt durch seine finanziellen Mittel, reiste Frankh nach Frankfurt und traf die dortigen Verschwörer, so auch den Advokaten Franz Gärth. Gleichzeitig ließ sich Georg David Hardegg in Ludwigsburg in Vorbereitung auf einen etwaigen Aufstand bei Unteroffizieren Unterricht im Fechten und Exerzieren geben und hielt hierfür Verbindung mit den Republikanern in der Ludwigsburger „Räuberhöhle“. Er überzeugte Jugendfreunde aus der Schulzeit von der Revolutionsidee und zog so seine Schulkameraden, den Maler Friedrich Ludwig Groß, den Apothekergehilfe Gottlieb Heinrich Mayer und den Medizinstudenten Gustav Widenmann, ins Vertrauen. Im August 1832 traf Koseritz in der „Räuberhöhle“ persönlich auf Hardegg und Franckh. Bis zum Ende des Jahres 1832 tauschten die Verschwörer sich über den Fortgang der Planung aus. Aus Frankfurt etwa reiste der Lehrer Friedrich Wilhelm Knöbel nach Stuttgart zum Bericht. Man wähnte sich der Unterstützung durch die Armee für die Revolution sicher und glaubte, es käme zu einem Volksheer in Württemberg, der „Rheinpfalz“, dem Herzogtum Nassau, dem Großherzogtum Hessen und Kurfürstentum Hessen, sobald man zur Tat überging. Somit wurde Koseritz der militärische Anführer, während Friedrich Gottlob Franckh und Georg David Hardegg die politische Leitung zufiel.
Koseritz und Franckh waren der Meinung, die Revolution müsse selbst entfacht werden. Im September 1832 beschlossen sie, die konkrete Umsetzung im Folgejahr stattfinden zu lassen, wobei Koseritz versprach, den Impuls mit einem Militäraufstand einzuleiten. Hardegg hielt es für notwendig, die Idee noch stärker in der Bevölkerung Württembergs zu verwurzeln und so die Chancen für einen erfolgreichen Umsturz zu verbessern. Ende 1832 kam es deswegen zu Differenzen zwischen ihm und Franckh über den richtigen Zeitpunkt. Sein Freund Mayer sagte später dazu aus: „Der Unterschied bestand darin, Franckh wollte eine Republik und dann erst das Schaffen einer republikanischen Gesinnung, Hardegg dagegen vorher republikanische Gesinnung und dann erst Republik“. Georg David Hardegg hatte im Herbst 1832 ein Studium in Tübingen aufgenommen und suchte dort Anhänger für die Idee der Republik zu gewinnen. Da er wenig Erfolg unter den Studenten hatte, propagierte er unter den Bauern im Umland. Von Franckh aus Stuttgart bezog er hierzu Flugblätter, die er zusammen mit seinem ebenfalls nach Tübingen gezogenen Freund Mayer – einmal war Widenmann dabei – auf den Dörfern verteilte. Treu zu Thron und Altar, stand die konservativ eingestellte Landbevölkerung der Idee feindlich gegenüber. Pfarrer, die von Bauern informiert worden, meldeten die Flugblätter an die Obrigkeit. Diese veranlasste Ermittlungen, welche auch zu Erfolgen führte. Franckh reiste zu Beginn 1833 nach Frankfurt, um die Zusage zum Aufstand zu geben, da die Zeit drängte. Am 30. Januar 1833 wurden Mayer und Widenmann in Tübingen verhaftet. Hardegg reiste nach Stuttgart, um Franckh über die Verhaftungen zu informieren, und kehrte kurz darauf nach Tübingen zurück. Dort fand er sein Zimmer versiegelt vor und stellte sich freiwillig am Folgetag. Kurze Zeit später, am Neunten, wurde auch Franckh verhaftet. Jedoch hielten sich die Verhafteten bei der Vernehmung zurück, sodass weitere Mitverschwörer vorerst von der Regierung nicht ermittelt werden konnten.
Die Verhaftungen beschleunigte die Umsturzpläne. Gärth und Koseritz trafen sich am 3. März in Schluchtern nahe Heilbronn. Auf Seiten Gärths war der Apotheker Trapp aus Friedberg und der Kandidat Breidenstein aus Homburg anwesend. Koseritz hatte Dorn mitgebracht. Beide Seiten sicherten sich mit einstimmigen Beschluss zu, nach vier Wochen am 3. April 1833 loszuschlagen. Koseritz versichert zwar, dass er für zwei Infanterie-Regimenter einstehen könne, jedoch war er sich der Sache selbst nicht sicher. Er schickte deshalb, je näher der Termin rückte, Dorn nach Frankfurt, um zu erklären, dass die Sache in Württemberg nicht vorbereitet sei. Gärth tobte über diese Nachricht und schickte den Gesandte mit der Aufforderung: „Wort zu halten! und am 3. April unter allen Umständen die Revolution zu eröffnen“ zurück.

## Der Plan und das Scheitern
In Frankfurt sollten einige Hundert, möglichst bewaffnete Verschwörer, die Hauptwache stürmen. Die Mannschaft sollte entwaffnet oder zum Anschluss überredet werden und gemeinsam zum Bundestag ziehen, um diesen in voller Sitzung aufzuheben. Ein durch den Wachensturm entfesselter Volksaufstand hätte die Aktion abzusichern und würde die Rückeroberung durch loyale Truppen verhindern. Zeitgleich, so hatte Koseritz den Plan, die Garnisonskompanie von Hohenasperg aufzuwiegeln. Die dortige Artillerie sollte daraufhin ausziehen und Stellung an den Pulvertürmen bei Ludwigsburg beziehen. Außerdem wollte er um Mitternacht die beiden Infanterieregimenter der württembergischen Armee durch Unteroffiziere aus den Kasernen auf Stellung vor Stuttgart verlegen lassen, um die Stadt abzuschneiden. Die Reiterregimenter sollten beschäftigt, bestenfalls auf die Seite der Revolutionäre gezogen werden, bis zum Eintreffen der Bauern. Mit diesen zusammen wollte Koseritz zu den Toren hereinbrechen, das Arsenal nehmen und die Bauern bewaffnen. Im Hohenasperger Arsenal, so wurde im Vorfeld durch einen Einbruch herausgefunden, lagerten Waffen für rund 40.000 Mann. Nach Abschluss dieser Aktion sollte der Zug nach Stuttgart marschieren und dort den König gefangen nehmen und die Republik ausrufen. In Hessen und Rheinbayern waren ebensolche Aufstände geplant. Zudem hatte man sich republikanisch gesinnter polnischer Offiziere versichert, die aus ihrem französischen Exil nach Deutschland mit französischer Hilfstruppen einmarschieren würden.
Am 3. April 1833 erreichte Koseritz ein letzter Mahnbote aus Frankfurt in Ludwigsburg. Er rückte vom gemeinsamen Plan mit den Frankfurtern ab. Womöglich so schreibt Joachim Baur: „fehlte Hardegg, laut Koseritz: ‚einer der entschiedensten Revolutionäre und stets zum Losschlagen bereit‘, als auch Frackh, der immer nach vorn gedrängt hatte, um sein Zögern zu durchbrechen“. Köseritz sagte laut Biffart: „wir wollen sehen, wie weit sie es da drunten treiben“. Am 5. April, bevor die Nachricht von dem Ausgang des Wachensturms eintraf, versammelte er in der Nähe von Ludwigsburg die vertrauten Unteroffiziere. Doch schon am Nachmittag kam die Nachricht des Fehlschlags. Koseritz brach daraufhin die Aktion ab. Am 1. Juni wurde der Mitverschwörer Dorn verhaftet und Koseritz selbst sechs Tage später.
Biffart schrieb, der Plan wäre unbedacht gewesen, da alle Voraussetzungen übertrieben waren. Die Hohenasperger Besatzung war nicht gewonnen und nur 60 Unteroffiziere hatten die Teilnahme zugesagt. In Stuttgart wusste man nichts von der Verschwörung und die Bauern blieben ruhig. Joachim Baur schrieb, der Plan klinge zwar fantastisch, hätte aber eine reale Basis, begründet durch die Ereignisse der französischen, belgischen und polnischen Erhebungen. Die Stimmung in Deutschland und anderen europäischen Staaten gaben Hoffnung auf eine geeinte deutsche Republik in einem liberalen und von Fürstenmacht befreiten Europa.

## Die Folgen
Nach Aufdeckung eines größer werdenden Kreises an Verschwörern wurden die Untersuchungen neu strukturiert. Für die beteiligten Zivilisten erklärte die Regierung den Königlichen Gerichtshof des Neckarkreises in Esslingen als zuständig, das Oberamtsgericht Tübingen befasste sich mit den Aktivitäten der Tübinger Burschenschaft und für die militärischen Beteiligten übernahm das Militärgouvernement Ludwigsburg die Prozessführung.

### Militärische Beteiligte
Koseritz und seine militärischen Anhänger wurden zwischen dem 23. und 31. März 1835 wegen Hochverrat abgeurteilt. Koseritz wurde zu ehrloser Kassation (Entlassung) und Todesstrafe durch Erschießen verurteilt, ebenso sein Vertrauter, der Feldwebel Lehr. Weitere militärische Beteiligte erhielten geringere Strafen. Der König bestätigte das Urteil am 20. April 1835. Erst unmittelbar vor der Exekution am 24. April wurde die Todesstrafe erlassen. Die Begnadigten Koseritz und Lehr wurden nach Bremen eskortiert, mit Geldmitteln versehen und nach Amerika auf lebenslange Verbannung eingeschifft. Die anderen Beteiligten traten die Strafen an.

### Zivile Beteiligte
Das gerichtliche Inquisitionsverfahren gegen verdächtige zivile Personen dauerte ungewöhnlich lange und fand erst mit der Revision am 29. Januar 1839 ihr Ende. Königliche Dekrete hatten im Juni 1833 aufgefordert, die Untersuchungen und Verurteilungen zu beschleunigen, doch erst 1835 wurden die Untersuchungsberichte fertiggestellt. Die eigentlichen Gerichtsverfahren dauerten weitere drei Jahre. Zwischen dem 23. Januar und dem 17. Februar 1838 wurden gegen 31 von ursprünglich 50 des Hochverrats Angeklagten Urteile verkündet. Der Gürtler Christian Wilhelm Dorn wurde zu 15 Jahren, Franckh und Hardegg zu je 14 Jahren Zuchthaus verurteilt, unter Anrechnung eines Teils der fünfjährigen Untersuchungshaft. Im Revisionsverfahren 1839 wurde das Strafmaß bei einigen Angeklagten gemildert, im Falle Franckhs und Hardeggs auf neun Jahre. Die zweite Instanz bewertete die Verschwörung nur als entfernte, statt als unmittelbare Vorbereitung zum Umsturz. Für weitere zivile Beteiligte erstreckten sich die Strafen von 10 Jahren abwärts bis zu 2 Monaten. Teilweise wurde die Haft frühzeitig beendet durch eine königliche Amnestie in Verbindung mit dem 25-jährigen Regierungsjubiläum des Regenten Wilhelm I. am 25. September 1841.

## Beurteilung
Joachim Baur stellte 2000 fest, dass die Verschwörung in vielerlei Hinsicht für ihre Zeit, den »Vormärz«, typisch wäre: Die Teilnehmer seien jung gewesen, der Kreis nicht allein auf die akademische Jugend beschränkt, sondern offen zum Kleinbürgertum und der Handwerkerschaft. Eingebettet wäre die Unternehmung in eine europäische revolutionäre Bewegung, woraus sie ihren fast naiven Optimismus bezogen habe. Aufklärerische Elemente vermischten sich mit revolutionärem Aktionismus, wobei Ziele und Mittel nicht eindeutig definiert seien. Die Hauptforderungen nach Baur seien Republik und die nationale Einheit Deutschlands mit liberaler Verfassung gewesen. Daneben bestünden aber auch Überlegungen zur Reformierbarkeit der Staaten, Vorstellungen von konstitutioneller Monarchie neben radikaler Demokratie und bürgerlich-kapitalistische Ansichten, wie auch frühsozialistische und anarchistische Momente. Vereint seien die Teilnehmer im Sinne des Fortschritts rechtmäßig zu handeln und dies mit starkem, oft leidenschaftlichem Willen und Überzeugung zur Veränderung. Auch wäre die Reaktion der Regierungen, die Niederschlagung beziehungsweise Erstickung des Aufstands und die oft folgenden drakonischen Strafen passend für diese Zeit. Die Repression war seit 1832 (und später 1834 nochmals) verstärkt worden. Somit bestand damals wenig Aussicht auf revolutionäre Umgestaltung von Deutschland.